# Championnat du Rio Grande do Norte de football
Le championnat du Rio Grande do Norte de football ou championnat potiguar (campeonato potiguar en portugais) est une compétition de football qui réunit les clubs de l'État du Rio Grande do Norte, au Brésil. Il est organisé depuis 1919.

## Participants (2022)
- ABC
- América de Natal
- ASSU
- Força e Luz
- Globo
- Potyguar (CN)
- ACD Potiguar
- Santa Cruz de Natal

## Palmarès[1]
| Année | Champion                |
| ----- | ----------------------- |
| 1919  | América (1)             |
| 1920  | América (2)             |
| 1920  | ABC (1)                 |
| 1921  | ABC (2)                 |
| 1921  | Centro Esportivo (1)    |
| 1922  | América (3)             |
| 1923  | ABC (3)                 |
| 1924  | Alecrim (1)             |
| 1924  | América (4)             |
| 1925  | ABC (4)                 |
| 1925  | Alecrim (2)             |
| 1926  | América (5)             |
| 1926  | ABC (5)                 |
| 1927  | América (6)             |
| 1928  | ABC (6)                 |
| 1929  | ABC (7)                 |
| 1930  | América (7)             |
| 1931  | América (8)             |
| 1932  | ABC (8)                 |
| 1933  | ABC (9)                 |
| 1934  | ABC (10)                |
| 1935  | ABC (11)                |
| 1936  | ABC (12)                |
| 1937  | ABC (13)                |
| 1938  | ABC (14)                |
| 1939  | ABC (15)                |
| 1940  | ABC (16)                |
| 1941  | ABC (17)                |
| 1942  | Non terminé             |
| 1943  | Santa Cruz (1)          |
| 1944  | ABC (18)                |
| 1945  | ABC (19)                |
| 1946  | América (9)             |
| 1947  | ABC (20)                |
| 1948  | América (10)            |
| 1949  | América (11)            |
| 1950  | ABC (21)                |
| 1951  | América (12)            |
| 1952  | América (13)            |
| 1953  | ABC (22)                |
| 1954  | ABC (23)                |
| 1955  | ABC (24)                |
| 1956  | América (14)            |
| 1957  | América (15)            |
| 1958  | ABC (25)                |
| 1959  | ABC (26)                |
| 1960  | ABC (27)                |
| 1961  | ABC (28)                |
| 1962  | ABC (29)                |
| 1963  | Alecrim (3)             |
| 1964  | Alecrim (4)             |
| 1965  | ABC (30)                |
| 1966  | ABC (31)                |
| 1967  | América (16)            |
| 1968  | Alecrim (5)             |
| 1969  | América (17)            |
| 1970  | ABC (32)                |
| 1971  | ABC (33)                |
| 1972  | ABC (34)                |
| 1973  | ABC (35)                |
| 1974  | América (18)            |
| 1975  | América (19)            |
| 1976  | ABC (36)                |
| 1977  | América (20)            |
| 1978  | ABC (37)                |
| 1979  | América (21)            |
| 1980  | América (22)            |
| 1981  | América (23)            |
| 1982  | América (24)            |
| 1983  | ABC (38)                |
| 1984  | ABC (39)                |
| 1985  | Alecrim (6)             |
| 1986  | Alecrim (7)             |
| 1987  | América (25)            |
| 1988  | América (26)            |
| 1989  | América (27)            |
| 1990  | ABC (40)                |
| 1991  | América (28)            |
| 1992  | América (29)            |
| 1993  | ABC (41)                |
| 1994  | ABC (42)                |
| 1995  | ABC (43)                |
| 1996  | América (30)            |
| 1997  | ABC (44)                |
| 1998  | ABC (45)                |
| 1999  | ABC (46)                |
| 2000  | ABC (47)                |
| 2001  | Corintians (1)          |
| 2002  | América (31)            |
| 2003  | América (32)            |
| 2004  | Potiguar de Mossoró (1) |
| 2005  | ABC (48)                |
| 2006  | Baraúnas (1)            |
| 2007  | ABC (49)                |
| 2008  | ABC (50)                |
| 2009  | ASSU (1)                |
| 2010  | ABC (51)                |
| 2011  | ABC (52)                |
| 2012  | América (33)            |
| 2013  | Potiguar de Mossoró (2) |
| 2014  | América (34)            |
| 2015  | América (35)            |
| 2016  | ABC (53)                |
| 2017  | ABC (54)                |
| 2018  | ABC (55)                |
| 2019  | América (36)            |
| 2020  | ABC (56)                |
| 2021  | Globo (1)               |
| 2022  | ABC (57)                |
| 2023  | América (37)            |
| 2024  | América (38)            |

## Bilan
| Club                | Titres | Années |
| ------------------- | ------ | --- |
| ABC                 | 57     | 1920, 1921, 1923, 1925, 1926, 1928, 1929, 1932, 1933, 1934, 1935, 1936, 1937, 1938, 1939, 1940, 1941, 1944, 1945, 1947, 1950, 1953, 1954, 1955, 1958, 1959, 1960, 1961, 1962, 1965, 1966, 1970, 1971, 1972, 1973, 1976, 1978, 1983, 1984, 1990, 1993, 1994, 1995, 1997, 1998, 1999, 2000, 2005, 2007, 2008, 2010, 2011, 2016, 2017, 2018, 2020, 2022 |
| América             | 38     | 1919, 1920, 1922, 1924, 1926, 1927, 1930, 1931, 1946, 1948, 1949, 1951, 1952, 1956, 1957, 1967, 1969, 1974, 1975, 1977, 1979, 1980, 1981, 1982, 1987, 1988, 1989, 1991, 1992, 1996, 2002, 2003, 2012, 2014, 2015, 2019, 2023, 2024 |
| Alecrim             | 7      | 1924, 1925, 1963, 1964, 1968, 1985, 1986 |
| Potiguar de Mossoró | 2      | 2004, 2013 |
| ASSU                | 1      | 2009 |
| Baraúnas            | 1      | 2006 |
| Centro Esportivo    | 1      | 1921 |
| Coríntians          | 1      | 2001 |
| Globo               | 1      | 2021 |
| Santa Cruz          | 1      | 1943 |